# Stele von Söğütlü

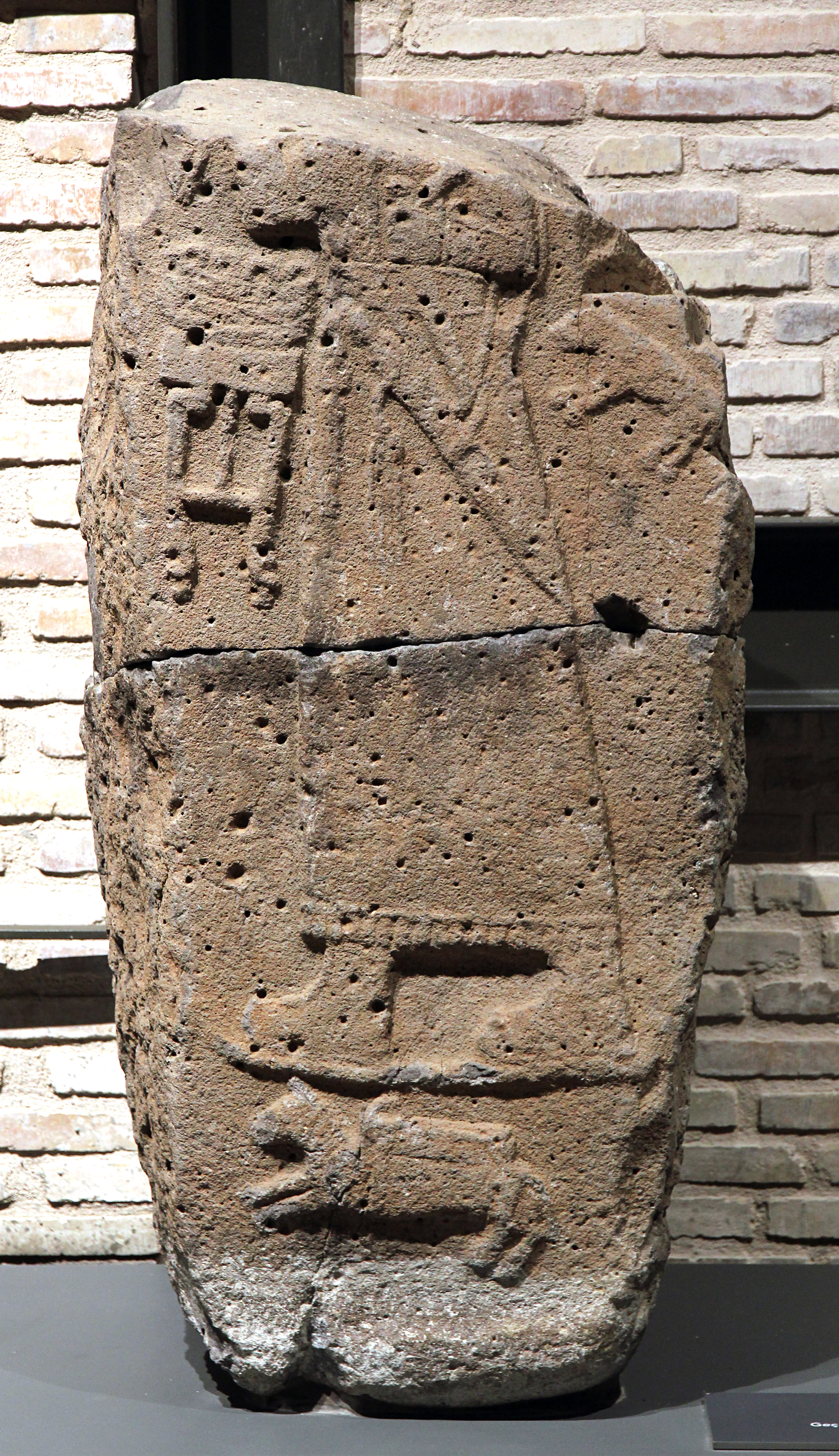
Stele von Söğütlü

Die Stele von Söğütlü ist ein späthethitisches Monument aus Söğütlü in der südlichen Türkei aus dem 9. Jahrhundert v. Chr. Sie ist im Archäologischen Museum Adana ausgestellt und hat die Inventarnummer 1983.

## Herkunft
Die Stele wurde beim Dorf Söğütlü im Bezirk Pazarcık der südtürkischen Provinz Kahramanmaraş gefunden. Fundzeitpunkt und genauere Fundumstände sind nicht bekannt. Zuerst wurde sie von Helmuth Theodor Bossert 1942 in seinem Band über Altanatolien veröffentlicht. Weitere Beschreibungen erfolgten 1971 durch Winfried Orthmann, 1989 durch Joachim Voos sowie 2000 durch Dominik Bonatz.

## Beschreibung
Das Monument ist aus Basalt gefertigt, es hat eine erhaltene Höhe von 1,19 Metern, eine Breite von 0,56 Metern und eine Tiefe von 0,32 Metern. Das obere Drittel ist verloren. Dargestellt ist in flachem Relief ein nach links gewandter, stehender Mann. Er trägt Sandalen und ein bis zu den Knöcheln reichendes, an der Hüfte gegürtetes Obergewand mit einer Borte am unteren Saum. Darüber ist ein Schwertgehänge erkennbar, an dem von Knauf und Scheide Quasten herabhängen. Mit der linken Hand hält er einen über der Schulter hängenden Bogen. Der rechte Arm ist erhoben, am linken oberen Bruchrand sind noch Reste von Gegenständen zu erkennen, die er in der Hand hält. Bonatz erkennt darin gefiederte Pfeilschäfte. Unterhalb der Füße ist ein laufendes Tier, vermutlich Pferd oder Esel, mit einer Last auf dem Rücken  abgebildet. Hinter dem Rücken der Gestalt findet sich ein weiterer Vierbeiner, möglicherweise ein Hund. Vor dem Mann steht etwa auf Bauchhöhe ein kleiner Tisch, auf dem mehrere Brotfladen und kringelförmige Gebäckstücke liegen. 
Der Tisch und die Tiere schweben ohne Bezug zur Standlinie der Figur auf dem Gesamtbild. Nach Bonatz wird die Gestalt dadurch in einen szenischen Zusammenhang gestellt, der sie weniger statisch erscheinen lässt. Orthmann hält das Relief für ein Werk minderer Qualität, wohl nach dem Vorbild der Stelen von Maraş angefertigt. Er weist das Werk der Gruppe Maraş II zu und datiert es in die Periode Späthethitisch III, Bonatz nimmt eine Entstehung im Zeitraum zwischen 875 und 800 v. Chr. an.